# 克雷尼亞甚
克雷尼亞甚是位於萌島西南部的一個小村莊，距離愛琳港約2公里（1英里）。克雷尼亞甚的大部分地區現在是負責管理萌島國家遺產的生活博物館之一部分。克雷尼亞甚也有不少私人住宅，但外觀都受到控制，以維持舊貌。克雷尼亞甚也是著名的萌島語使用者愛德華·法拉格 (Edward Faragher)和內德·馬德雷爾 (Ned Maddrell)的故鄉。

## 生活博物館
克雷尼亞甚的大部分地區形成了一個“生活博物館”，致力於保護傳統的萌島生活方式。克雷格尼甚民俗村於1938年正式開放，展示了19世紀萌島小村莊的典型生活方式。許多原始的萌島小屋都得到了保存，並展示了維多利亞時代的農業和漁業設備。歷史上大多數小屋都是茅草蓋的，這反映在許多小屋上。